# غوردون ديفيز
غوردون ديفيز (بالإنجليزية: Gordon Davies)‏ (4 سبتمبر 1932 مانشستر المملكة المتحدة - ) هو لاعب كرة قدم بريطاني.